# 艾思本
艾思本（英語：Richard Lawrence Edwards，1953年3月—），男，美国地球化学家，明尼苏达大学地球学教授，中国科学院外籍院士。主要从事同位素地球化学与过去气候变化研究。